# Форум Аркадия
Фо́рум Арка́дия (лат. Forum Arcadii; греч. Φόρος τοῦ Ἀρκαδίου) — один из форумов Константинополя византийской эпохи (ныне Стамбул). Построен в 403 году императором Аркадием. В честь него в центре форума была воздвигнута высокая триумфальная колонна, демонтированная турецким правительством в 1715 году.

Карта византийского Константинополя. Форум Аркадия расположен в западной части города рядом с гаванью Феодосия

## История и описание
Форум был построен в 403 году по приказу императора Аркадия на главной улице города («Меса») в районе Ксеролофос примерно в 500 м. западнее Воловьего форума (в настоящее время - ул. Хасеки Кадын в районе ее пересечения с ул. Коджа Мустафапаша). Он был последним в ряду городских форумов, расположенных на Месе, которая соединяла форум Аркадия со Старыми Золотыми Воротами в Стене Константина и уходила на юго-запад. Административно форум принадлежал XII региону (кварталу) города.
Рядом с форумом находился монастырь Ксиролоф, куда в 1310 году удалился патриарх Константинопольский Афанасий I. После смерти последнего, монастырь стал называться его именем.
После захвата Константинополя османами (1453 год) форум был переделан под базар, ошибочно упоминаемый как Avrat Pazarı («Женский базар»). Дело в том, что невольничий рынок с таким названием находился около мечети Нуруосмание на Tavukpazari. Там торговали наложницами (джарии), которые в ту эпоху имели особый социальный статус в отличие от обычных рабов. Рабство в Османской империи было полностью отменено в 1847 году вследствие реформ Танзимата.

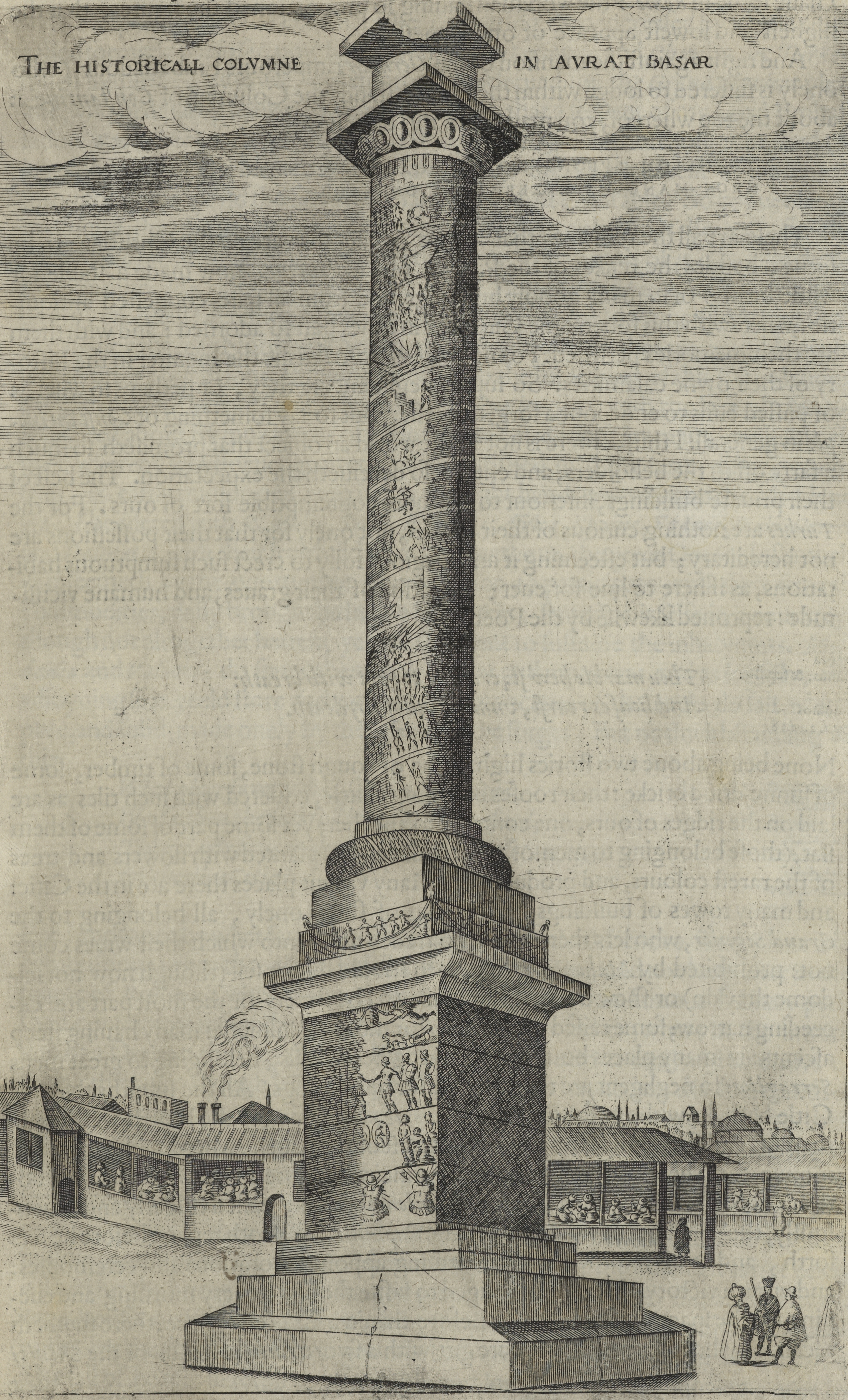
Колонна Аркадия

Колонна Аркадия, установленная в центре форума в 401 году, была по спирали украшена барельефами с изображением побед императора подобно колонне Траяна в Риме. Колонну, возвышавшуюся более чем на 50 м, увенчивала огромная капитель коринфского ордера, на которой находилась статуя самого Аркадия, завершённая только в 421 году при его преемнике Феодосии II. В 480 году статуя свалилась с колонны и была уничтожена землетрясением 704 года. Сама колонна простояла ещё тысячу лет; в 1715 году она, ослабленная землетрясениями и угрожающая упасть, была демонтирована по указу турецкого правительства. Всё, что осталось от колонны, — это лишь изуродованный гранитный постамент, находящийся на ул. Хасеки Кадын (30 м. к северу от перекрестка с ул. Коджа Мустафапаша) и несколько фрагментов статуи, которые сейчас выставлены в Археологическом музее Стамбула.